# چاک ورکمن
چاک ورکمن (انگلیسی: Chuck Workman) تدوین‌گر، فیلم‌نامه‌نویس، فیلمسازِ مستند و تهیه‌کننده فیلم اهل ایالات متحده آمریکا است.
از فیلم‌هایی که وی در آن نقش داشته‌است می‌توان به منبع اشاره کرد.
وی همچنین برندهٔ جوایزی همچون جایزه اسکار بهترین فیلم کوتاه شده‌است.